# John Urschel
John Cameron Urschel (Winnipeg, 24 giugno 1991) è un ex giocatore di football americano canadese che ha militato nel ruolo di offensive guard per i Baltimore Ravens della National Football League (NFL). Fu scelto nel corso del quinto giro (175º assoluto) del Draft NFL 2014. Al college giocò a football alla Pennsylvania State University.

## Carriera

### Baltimore Ravens
Urschel fu scelto nel corso del quinto giro del Draft 2014 dai Baltimore Ravens, con cui nella sua prima stagione disputò 11 partite, di cui tre come titolare. L'anno successivo disputò tutte le 16 partite, di cui 7 come titolare. Il 27 luglio 2017 annunciò il ritiro dopo tre stagioni da professionista.

## Carriera da matematico
Nel 2015, Urschel fu coautore di un articolo pubblicato sul Journal of Computational Mathematics. L'articolo, "A Cascadic Multigrid Algorithm for Computing the Fiedler Vector of Graph Laplacians", sviluppa "un algoritmo multi griglia a cascata per un calcolo rapido del vettore di Fiedler di un grafico laplaciano, vale a dire, l'autovettore corrispondente al secondo autovalore più piccolo".
Urschel ha iniziato nel 2016 un Ph.D. in matematica presso il MIT su teoria spettrale dei grafi, algebra lineare numerica e machine learning, ottenendo il massimo dei voti nel suo primo semestre presso il college.